# 6,5 × 57 mm
Die 6,5 × 57 mm ist eine für die Jagd entwickelte Kugelpatrone. Mit ihrem Geschossdurchmesser von 6,5 mm erreicht sie, wie die Patrone 6,5 × 55 mm, das in Deutschland für die Hochwildjagd geforderte Mindestkaliber.

## Verwendung
Die 6,5×57-mm-Munition ist für Reh- oder Hochwild geeignet. Die Munition zeichnet sich dadurch aus, dass auch stärkeres Wild erlegt werden kann. Besonders gut ist sie mit dem 6-Gramm-Teilmantelgeschoss von RWS für Gämse geeignet, da die Gamsjagd normalerweise im Gebirge stattfindet und die 6,5 × 57 mit dem 6-Gramm-Teilmantelgeschoss eine sehr gestreckte Flugbahn aufweist und somit präzises Schießen auch über die im Gebirge üblichen weiten Entfernungen ermöglicht.

## Ausführung
Für Kipplaufgewehre gibt es die Randpatrone 6,5 × 57 R. Hersteller sind zurzeit Sellier & Bellot, Hirtenberger und RWS. Das Geschossgewicht der derzeit marktüblichen Standardpatronen im Kaliber 6,5 × 57 mm beginnt bei sechs Gramm (aufwärts). Die günstigste Einschussentfernung liegt hier bei 160 Metern. Die Mündungsgeschwindigkeit variiert und liegt je nach Hersteller zwischen 775 m/s (Sellier & Bellot) bis 935 m/s (RWS), oder sogar über 1000 m/s bei Kupfervollgeschossen in Handladung bei einer Mündungsenergie von ca. 2500 Joule. Nachteilig kann sich bei dieser Patrone der lange Übergang (30 mm) bei leichten und somit kurzen Geschossen in Bezug auf die Präzision auswirken (langer rotationsloser Geschossweg oder sogar Freiflug). Lange, schwere Geschosse (ca. 10 g) fliegen in der Regel besser.